# Binnen de wind

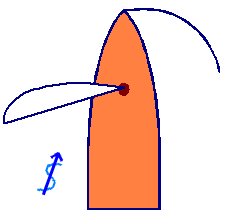
Binnen de windse koers met zeil over bakboord

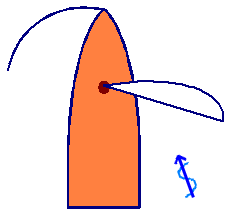
Binnen de windse koers met zeil over stuurboord

Binnen de wind is een term uit het zeilen die de richting van de boot ten opzichte van de wind aangeeft. Bij een binnendewindse koers komt de wind van achteren.
Wanneer men binnen de wind vaart, komt de wind schuin van achteren binnen, maar met de zeilen over dezelfde boeg. Binnen de wind heten alle koersen vanaf 180 graden (recht van achteren), maar met de zeilen over dezelfde boeg als de wind.
Binnen de wind varen is niet gewenst vanwege de kans op een klapgijp. Als het schip zover gedraaid is dat de wind achter het zeil komt, klapt het met veel geweld naar de 'goede' kant. Het is verstandiger om nooit binnen de wind te varen en zelf te gijpen, zodat er netjes voor de wind gevaren wordt.
In sommige gevallen is het handig om tijdelijk even binnen de wind te varen. Een obstakel kan bijvoorbeeld ontweken worden, zonder dat direct een gijp noodzakelijk is.
Een bulletalie kan een uitkomst zijn bij het voorkomen van de klapgijp. Dit is een lijn vanaf het uiteinde van de giek naar het voordek. Met bulletalie kan op sommige schepen tot wel 60 graden binnen de wind gevaren worden.
De fok staat bij een binnen de windse koers vrijwel altijd aan de andere zijde dan het grootzeil. Alleen als er slechts een paar graden binnen de wind gevaren wordt, blijft de fok soms nog net even staat aan de 'verkeerde kant'
Andere koersen ten opzichte van de wind zijn in de wind, aan de wind, halve wind, ruime wind en voor de wind.